# Hrvatska republikanska zajednica
Hrvatska republikanska zajednica (HRZ) nastavak je Hrvatske republikanske stranke, koju je 1951. godine utemeljio u glavnom gradu Argentine, Buenos Airesu, Ivan Oršanić.
Registrirana je u Zagrebu 15. lipnja 1991. godine. Hrvatska republikanska zajednica na hrvatskoj političkoj sceni želi promovirati interese umjerene građanske nacionalističke opcije, kao stranka desnog centra. Njezina načela predstavljaju sintezu starčevićanske nacionalne politike i suvremenih socijalno-gospodarskih strujanja solidarističkog tipa, a mogu se sažeti na ovu kratku formulaciju: "vjernost hrvatskoj državnoj ideji i etičkoj ideji slobode čovjeka i građanina". Od 2010. dio je pokreta Hrvatski rast.

## Program
HRZ smatra da kao svaki povijesno izgrađen narod i hrvatski narod ima pravo slobodno odlučivati o sebi, svom uređenju i budućnosti te na uspostavu svoga suvereniteta u obliku slobodne i nezavisne države Hrvatske, čije su temeljne zadaće: obrana narodne zajednice od vanjskih neprijatelja, odnosi s drugim državama, unutarnja sigurnost i zaštita života, rada i imetka, obrazovanje mladeži, javno zdravstvo, socijalna pomoć i osiguranje temeljnih ljudskih prava, očuvanje prirode i okoliša. Državna uprava treba biti decentralizirana s glavnim ciljem zaštite i promicanja individualne inicijative i odgovornosti te osiguranja stvarne slobode i jednakopravnosti svih stanovnika, a sudstvo mora biti nezavisno. Zakonom mora biti zajamčeno pravo na obiteljski dom, posjedovanje temeljne jedinice zemlje i oruđa u seoskom gospodarstvu i temeljnih pomagala u obrtničkim radionicama i stručnim zanimanjima, minimalni dohodak dovoljan za osnovno uzdržavanje obitelji od četiri člana, zdravstveno i socijalno osiguranje i skrb koji odgovaraju stvarnoj gospodarskoj snazi zemlje. Bankarstvo treba biti regulirano zakonom i pod stalnim nadzorom (ali ne i vodstvom) države putem nezavisne ustanove. Porezni sustav treba biti jednostavan, svima razumljiv, funkcionalan i pravedan. HRZ smatra da je obitelj temelj društva, a da mladeži treba pružiti iste mogućnosti za školovanje bez obzira na imovno stanje njihovih roditelja.

## Predsjednici stranke
1. Ivan Oršanić (1951. – 1968.)
2. Ivo Korsky (1968. – 1991.)
3. Kazimir Katalinić (1991. – 1996.)
4. Mario Marcos Ostojić (1996. – )

## Vanjska poveznica
- Službena internetska stranica